# NGC 7649
NGC 7649 је елиптична галаксија у сазвежђу Пегаз која се налази на NGC листи објеката дубоког неба.
Деклинација објекта је + 14° 38' 49" а ректасцензија 23h 24m 20,1s. Привидна величина (магнитуда) објекта NGC 7649 износи 13,9 а фотографска магнитуда 14,9. NGC 7649 је још познат и под ознакама IC 1487, UGC 12579, MCG 2-59-35, CGCG 431-54, PGC 71343.